# Hills and Dales, Kentucky
Hills and Dales är en ort i Jefferson County Kentucky, USA. År 2000 hade orten 153 invånare. Den har enligt United States Census Bureau en area på 0,3 km², allt är land.